# Раља (Сопот)
Раља је насеље у Градској општини Сопот, у Граду Београду. Према попису из 2022. било је 2904 становника.

## Историја
Варошица је добила име по реци Раљи и дели се на два краја, на Горњу и Доњу Раљу. За време Турака у Доњој Раљи је на друму Београд-Крагујевац постојала једна механа у коју су свраћали и ноћивали путници. Касније је (1868. г.) у овоме крају подигнута нова механа и то је основа данашње Раље. Затим је подигнута и друга механа поред реке Раље. Осим ове две механе није било више кућа.
У Горњој Раљи до 1884. године није било ничега. За време трасирања пруге ту су биле подигнуте бараке, у којима су становали радници. Није постојала ни једна кућа, нити је осим радника било других становника. 

У овоме делу Раље подигнута је железничка станица, и кад је 1884. године прорадила пруга, сазидао је кафану Јован Радисављевић и почео са њом да ради. Идуће године су браћа Пантићи из Парцана подигли другу кафану, и од тога доба су почели и други да се насељавају и у Горњу и у Доњу Раљу. Варошица тада имала око 40 кућа; то су поглавито досељеници из села космајског среза, и то из Парцана, Поповића, Ропочева, Лисовића, Амерића и Иванче. Има само неколико кућа досељеника из Босне и из „прека“ (Баната).

Године 1897/98. у Доњој Раљи је подигнута фабрика цемента, поред које имала и парни млин. Око фабрике је створена мала колонија коју насељавају радници. 
 Године 1902, Раља је проглашена за село и тада добила првог кмета, али је чинила једну општину са суседним селом Парцанима, Указом Краља од 29. децембра 1923. године насеље је добило статус варошице, а 1925. године одвојила се од Парцана и образовала засебну општину. 

До 1923. године. Раља није имала своју школу. Те је године школа привремено смештена у кућу Станија Марковића. Године 1924, довршена нова школска зграда на плацу који је општини поклонио Андреја Митровић трговац из Раље. Варошица није имала своју цркву служили се са црквом у Поповићу. Андреја Митровић, трговац, поклонио је плац од 4200 кв. м. за подизање цркве. (подаци крајем 1921. године).
Овде се налазе ОШ „Цана Марјановић” Раља, Хан Радосављевића у Доњој Раљи, Хан Пантића у Горњој Раљи и Црква Сретења Господњег.

## Градски саобраћај
До насеља се дневним линијама гсп-а може стићи:
- Линија 408 Вождовац — Раља /Друмине/[4]

## Демографија
У насељу Раља живи 2329 пунолетних становника, а просечна старост становништва износи 40,1 година (39,2 код мушкараца и 41,1 код жена). У насељу има 883 домаћинства, а просечан број чланова по домаћинству је 3,24.
Ово насеље је у великим делом насељено Србима (према попису из 2002. године), а у последња три пописа, примећен је пораст у броју становника.
|  |

| Демографија | Демографија | Демографија |
| Година      | Становника  | Становника  |
| ----------- | ----------- | ----------- |
| 1948.       | 572         |             |
| 1953.       | 941         |             |
| 1961.       | 1.311       |             |
| 1971.       | 1.665       |             |
| 1981.       | 2.250       |             |
| 1991.       | 2.580       | 2.552       |
| 2002.       | 2.858       | 2.948       |
| 2011.       | 2.933       |             |
| 2022.       | 2.904       |             |

| Етнички састав према попису из 2002.‍ | Етнички састав према попису из 2002.‍ | Етнички састав према попису из 2002.‍ | Етнички састав према попису из 2002.‍ | Етнички састав према попису из 2002.‍ |
| ------------------------------------ | ------------------------------------ | ------------------------------------ | ------------------------------------ | ------------------------------------ |
|                                      |                                      |                                      |                                      |                                      |
| Срби                                 | Срби                                 |                                      | 2.737                                | 95,76%                               |
| Црногорци                            | Црногорци                            |                                      | 38                                   | 1,32%                                |
| Муслимани                            | Муслимани                            |                                      | 18                                   | 0,62%                                |
| Роми                                 | Роми                                 |                                      | 15                                   | 0,52%                                |
| Југословени                          | Југословени                          |                                      | 5                                    | 0,17%                                |
| Хрвати                               | Хрвати                               |                                      | 4                                    | 0,13%                                |
| Македонци                            | Македонци                            |                                      | 3                                    | 0,10%                                |
| Руси                                 | Руси                                 |                                      | 2                                    | 0,06%                                |
| Словенци                             | Словенци                             |                                      | 1                                    | 0,03%                                |
| Словаци                              | Словаци                              |                                      | 1                                    | 0,03%                                |
| Румуни                               | Румуни                               |                                      | 1                                    | 0,03%                                |
| Мађари                               | Мађари                               |                                      | 1                                    | 0,03%                                |
| непознато                            | непознато                            |                                      | 18                                   | 0,62%                                |

| Година пописа     | 1948. | 1953. | 1961. | 1971. | 1981. | 1991. | 2002. |
| ----------------- | ----- | ----- | ----- | ----- | ----- | ----- | ----- |
| Број домаћинстава | 168   | 245   | 351   | 477   | 666   | 778   | 883   |

| Број чланова      | 1   | 2   | 3   | 4   | 5   | 6  | 7  | 8  | 9 | 10 и више | Просек |
| ----------------- | --- | --- | --- | --- | --- | -- | -- | -- | - | --------- | ------ |
| Број домаћинстава | 161 | 195 | 145 | 191 | 102 | 56 | 13 | 14 | 3 | 3         | 3,24   |

| Пол    | Укупно | Неожењен/Неудата | Ожењен/Удата | Удовац/Удовица | Разведен/Разведена | Непознато |
| ------ | ------ | ---------------- | ------------ | -------------- | ------------------ | --------- |
| Мушки  | 1.215  | 357              | 749          | 69             | 39                 | 1         |
| Женски | 1.222  | 260              | 747          | 166            | 47                 | 2         |
| УКУПНО | 2.437  | 617              | 1.496        | 235            | 86                 | 3         |

| Пол    | Укупно                    | Пољопривреда, лов и шумарство | Рибарство                            | Вађење руде и камена | Прерађивачка индустрија       |
| ------ | ------------------------- | ----------------------------- | ------------------------------------ | -------------------- | ----------------------------- |
| Мушки  | 599                       | 36                            | 0                                    | 1                    | 155                           |
| Женски | 407                       | 49                            | 0                                    | 0                    | 61                            |
| УКУПНО | 1.006                     | 85                            | 0                                    | 1                    | 216                           |
| Пол    | Производња и снабдевање   | Грађевинарство                | Трговина                             | Хотели и ресторани   | Саобраћај, складиштење и везе |
| Мушки  | 23                        | 53                            | 66                                   | 8                    | 103                           |
| Женски | 10                        | 3                             | 58                                   | 9                    | 19                            |
| УКУПНО | 33                        | 56                            | 124                                  | 17                   | 122                           |
| Пол    | Финансијско посредовање   | Некретнине                    | Државна управа и одбрана             | Образовање           | Здравствени и социјални рад   |
| Мушки  | 10                        | 20                            | 39                                   | 14                   | 25                            |
| Женски | 7                         | 18                            | 22                                   | 31                   | 98                            |
| УКУПНО | 17                        | 38                            | 61                                   | 45                   | 123                           |
| Пол    | Остале услужне активности | Приватна домаћинства          | Екстериторијалне организације и тела | Непознато            | Непознато                     |
| Мушки  | 28                        | 2                             | 0                                    | 16                   | 16                            |
| Женски | 14                        | 0                             | 0                                    | 8                    | 8                             |
| УКУПНО | 42                        | 2                             | 0                                    | 24                   | 24                            |

## Галерија
- Поглед на Раљу
- Улица
- Улица
- Основна школа „Цана Марјановић“
- Основна школа „Цана Марјановић“
- Спомен-чесма
- Железничка станица
- Храм Сретења Господњег